# 정재원 (1942년 6월)
정재원(鄭在原, 1942년 6월 18일-2020년 7월 6일)은 대한민국의 정치인이다. 제10·12대 국회의원을 지냈다.

## 약력
- 천안제일국민학교 졸업
- 천안중학교 졸업
- 천안농업고등학교 졸업
- 고려대학교 정치외교학과 졸업
- 조지 워싱턴대 고위정책과정 수료
- 유엔군 사령부 군사정전위 정책기획 장교
- 해병대위 예편
- 신민당 총재 비서관, 특별보좌역
- 도서출판 물결 대표
- 국제 휴머니스트회 한국 부회장
- 고려대학교 교우회 이사
- 한국출판문화협회 이사
- 정치 규제로 4년 동안 정치활동 금지당함
- 구 신민당 대변인, 원내총무
- 미 국무성 초청 미정계 시찰
- IPU(국제의원연맹)한국대표
- APPU(아시아의원연맹)한국대표
- 제10대 국회의원(천안ㆍ아산ㆍ천원) 신민당
- 제12대 국회의원(천안ㆍ아산ㆍ천원) 신한민주당

## 역대 선거 결과
|  | 24.16% |

|  | 30.04% |

|  | 3.76% |

|  | 4.24% |

|  | 10.92% |